# 楯の乙女

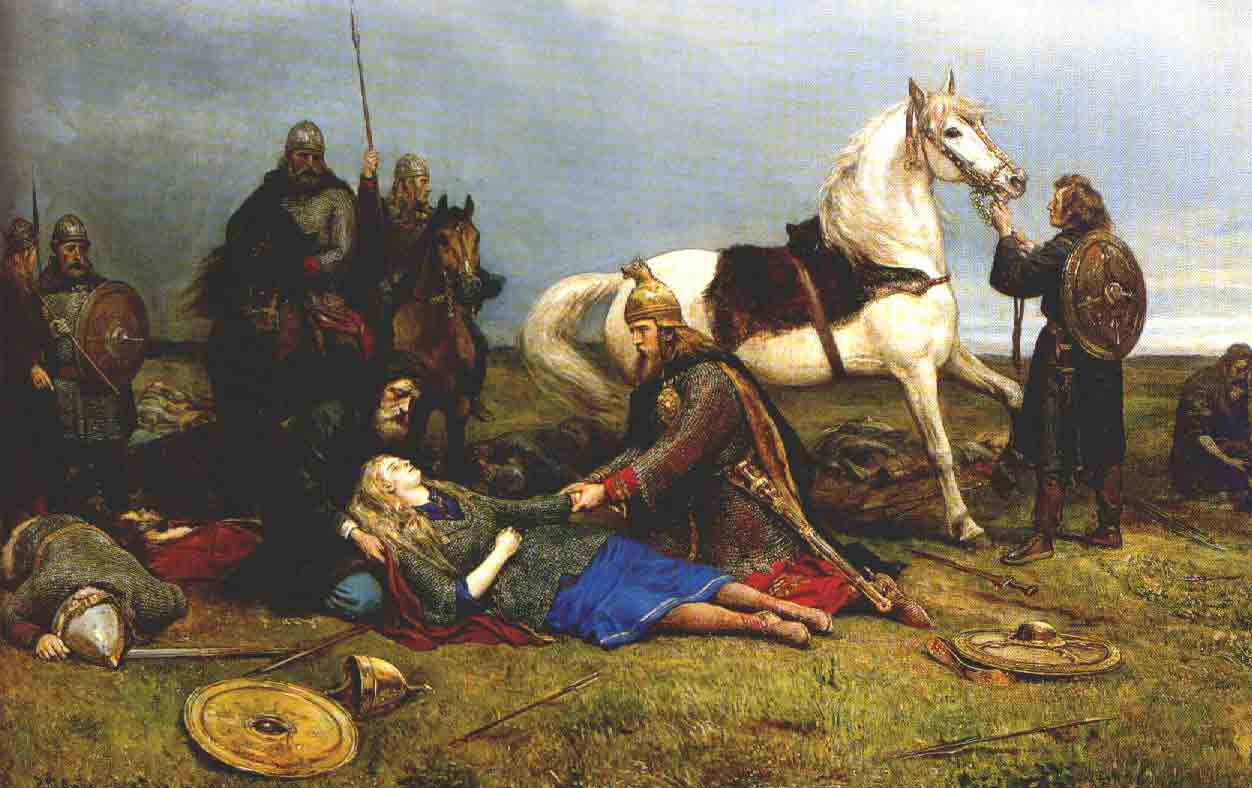
ゴート族とフン族の戦いで瀕死となったヘルヴォル（ペーテル・ニコライ・アルボ）

楯の乙女（たてのおとめ、古ノルド語: skjaldmær、英語: shield-maiden）は、スカンディナヴィアの伝承に登場する女戦士のことである。『ヘルヴォルとヘイズレク王のサガ』や『デーン人の事績』といったサガでよく描かれる。楯の乙女は、ゴート族やキンブリ族、マルコマンニなどのその他のゲルマン人の物語にも登場する。神話上の存在であるヴァルキュリャは、こういった楯の乙女を元にしている可能性がある。

## 歴史上の実在
歴史上、楯の乙女が実在したかどうかは激しい議論の対象となっている。ニール・プライスらは存在したと論じている一方で、ジュディス・ジェシュらは、恒常的に女戦士が存在したことを示す物的証拠がないことから、実在を否定している。

## 歴史上の説明
ヴァイキング時代の女性が戦争に参加していたという史料は乏しい。しかし、ビザンツ帝国の歴史家ヨハネス・スキュリツェスは、971年にキエフのスヴャトスラフ1世がビザンツ帝国下のブルガリアを攻めた際、女戦士が従軍していたことを記録している。ドロストロン包囲でヴァリャーグが無残な敗北を喫したとき、勝利したビザンツ軍は、降伏した兵士の中に武装した女性がいることに驚いたという。
レイフ・エイリークソンの異母妹フレイディースは、ヴィンランドで妊娠中に、上半身裸で剣を取ってスクレリングを追い払ったという記録がある。この戦いは『グリーンランド人のサガ』で語られているが、フレイディースのことを明確に楯の乙女として描いているわけではない。
サクソ・グラマティクスは、750年のブラーヴェルの戦いでデーン人側で楯の乙女が戦っていたと報告している。

## 伝説上の説明
名前が与えられた楯の乙女の例としては、『ヴォルスンガ・サガ』のブリュンヒルド、『ヘルヴォルとヘイズレク王のサガ』のヘルヴォル、『ボーシとヘラルドのサガ』のブリュンヒルド、『フロールヴ・クラキのサガ』のスウェーデン王女ソルンビョルグ、『デーン人の事績』のヘズ王女、ヴィスナ、ウェビョルグなどが挙げられる。
『ヘルヴォルとヘイズレク王のサガ』の一部の翻訳には2人のヘルヴォルが登場する。一人目のヘルヴォルは、子供時代には典型的な男の役割を担い、しばしば男装して森で旅人を襲った。成長すると、父の墓から魔剣テュルヴィングを得て海賊になった。最終的には定住して結婚する。彼女の孫もまたヘルヴォルといい、攻め寄せるフン族に対して軍を指揮して戦った。サガは彼女の勇猛さを記しているが、最後は敵によって深く傷つき戦場で死んだ。ジュディス・ジェシュやジェニー・ヨッヘンスは、楯の乙女が悲惨な最後を遂げたり、突然典型的な女の役割に戻ってしまうのは、男であり女である人物という幻想としての役割を果たしている証左であり、また、ジェンダーロールを放棄する危険を表象してもいるという。

## 考古学
定住した女性の墓に武器が副葬されている例は見つかっていないが、かといって女戦士が存在しなかったと断定はできないと考えられている。イングランドにあるヴァイキングの墓と、その中の遺体を科学的分析にかけたところ、男性と女性の数はほぼ同数で、一部の女性には武器が副葬されていた。ビルカにある10世紀の墓を、1970年代に発掘したところ大量の武器と2頭の馬の骨が見つかったが、アナ・シェルストレムが人骨を分析したところ女性であると分かったと、ニール・プライスはTV番組シリーズ『ヴァイキング』の特集で紹介した。2017年には、DNA鑑定でもこの人物は女性であると判定され、ビルカの女ヴァイキングと呼ばれている。とはいえ、ジュディス・ジェシュのような学者は、結論を出すには時期尚早だと述べている。

## 大衆文化
ファンタジーにおいては女戦士は一般的な存在だが、楯の乙女として言及されることはあまりない。明示されている中では、J・R・R・トールキン『指輪物語』のエオウィンや、ナンシー・ファーマー『トロールの海』三部作のトールギルが有名である。
カナダのTV番組シリーズ『ヴァイキング』では、キャサリン・ウィニック演じる伝説の女ヴァイキングであるラゲルタが主要キャラクターとされている他、2020年発売のゲーム『アサシンクリードヴァルハラ』では多数の女ヴァイキングのキャラクターが登場する。